# Max Hengel
Max Hengel (ur. 8 maja 1977 w Luksemburgu, zm. 17 sierpnia 2024 tamże) – luksemburski polityk, burmistrz, członek Izby Deputowanych.

## Działalność publiczna
Był politykiem Chrześcijańsko-Społecznej Partii Ludowej. Od 2011 był związany z samorządem Wormeldange, a od 2017 do 2020 i od 3 lipca 2023 do śmierci 17 sierpnia 2024 był burmistrzem Wormeldange. Od 11 stycznia 2022 do śmierci 17 sierpnia 2024 był członkiem Izby Deputowanych. Zmarł w wyniku choroby nowotworowej.